# 中国国际工程咨询有限公司
中国国际工程咨询有限公司，简称中咨公司，（英文：China International Engineering Consulting Corporation，簡稱「CIECC」），创立于1982年，是国务院国资委管理的中央企业。
中咨公司的业务领域覆盖国民经济主要行业，具有甲级工程咨询、工程设计、工程监理、工程招标、工程造价等专业资质。

## 业绩
截至2011年底，中咨公司累计完成各类咨询业务22000项，涉及项目投资总额40万亿元。包括西气东输、西电东送、南水北调、退耕还林、三峡库区地质灾害防治、京沪高速铁路、首钢搬迁、奥运场馆、国家博物馆、港珠澳大桥、百万吨级乙烯、千万吨级炼油、百万千瓦级超超临界电站、大飞机工程、月球探测工程、新一代运载火箭等世人瞩目、影响重大、意义深远的重点项目，以及一大批国防项目的咨询服务，为国家经济建设和社会发展做出了贡献。

## 历史
- 1982年8月：中国国际工程咨询公司（简称中咨公司）成立，先后列为国家建委、国家经委、国家计委直属单位。
- 1985年7月：为实现国家建设项目决策程序的科学化和民主化，经国务院批准，中咨公司改为相当于国务院总局级单位，国家新上的大中型基本建设项目和限额以上技改项目的可行性研究报告和大型工程的设计，由国家计委、国家经委委托中咨公司对技术方案、建设条件和经济效益进行评估，提出意见供政府决策参考。这一时期，归口国家计委管理，实行事业单位、企业化管理体制。
- 1998年7月：根据党中央、国务院“两个脱钩”的精神和投资体制改革的需要，国家对企业管理体制进行了重大调整，中咨公司与国家计委脱钩，划归原中央企业工委管理。
- 2003年3月：国务院国资委成立后，中咨公司划归国资委管理。
- 2017年12月29日：中国国际工程咨询公司更名为中国国际工程咨询有限公司，公司党组改设党委。